# لسان المزمار المتغير
لسان المزمار المتغير (الاسم العلمي:Salpiglossis variabilis) هو نوع من النباتات يتبع جنس لسان المزمار من الفصيلة الباذنجانية.